# Ruprechtia peruviana
Ruprechtia peruviana är en slideväxtart som beskrevs av Pendry. Ruprechtia peruviana ingår i släktet Ruprechtia och familjen slideväxter. Inga underarter finns listade i Catalogue of Life.